# Список об'єктів Світової спадщини ЮНЕСКО в Киргизстані
У списку Світова спадщина ЮНЕСКО в Киргизстані значиться 2 найменування (на 2015 рік) в основному списку. Станом на 2015 рік до попереднього списку занесено 2 об'єкти

## Списки
У таблиці об'єкти розташовані в порядку додавання до списку.

Список об'єктів світової спадщини ЮНЕСКО
| # | Зображення     | Назва                                                    | Розташування                     | Час створення           | Рік внесення до списку | №                                                   | Критерії        |  |
| - | -------------- | -------------------------------------------------------- | -------------------------------- | ----------------------- | ---------------------- | --------------------------------------------------- | --------------- |  |
| 1 | Вид з міста Ош | Священна гора Сулайман-Тоо                               | Регіон: Місто Ош                 | —                       | 2009                   | 1230 [Архівовано 5 липня 2017 у Wayback Machine.]   | iii, vi         |  |
| 2 |                | Шовковий шлях: мережа маршрутів Тянь-Шаньського коридору | (спільно з Казахстаном і Китаєм) | II ст. до н. е. — I ст. | 2014                   | 1442 [Архівовано 26 грудня 2018 у Wayback Machine.] | ii, iii, iv, vi |  |

Кандидати на включення до основного списку
| # | Зображення | Назва                   | Розташування               | Час створення | Рік внесення до списку | №                                                     | Критерії         |
| - | ---------- | ----------------------- | -------------------------- | ------------- | ---------------------- | ----------------------------------------------------- | ---------------- |
| 1 |            | Петрогліфи Саймалуу-Таш | Регіон: Ферганський хребет | —             | —                      | 1512 [Архівовано 9 листопада 2015 у Wayback Machine.] | iii, iv, vi      |
| 2 |            | Західний Тянь-Шань      | Регіон: Киргизстан         | —             | —                      | 5518 [Архівовано 9 листопада 2015 у Wayback Machine.] | vii, viii, ix, x |